# Alonzo Mourning

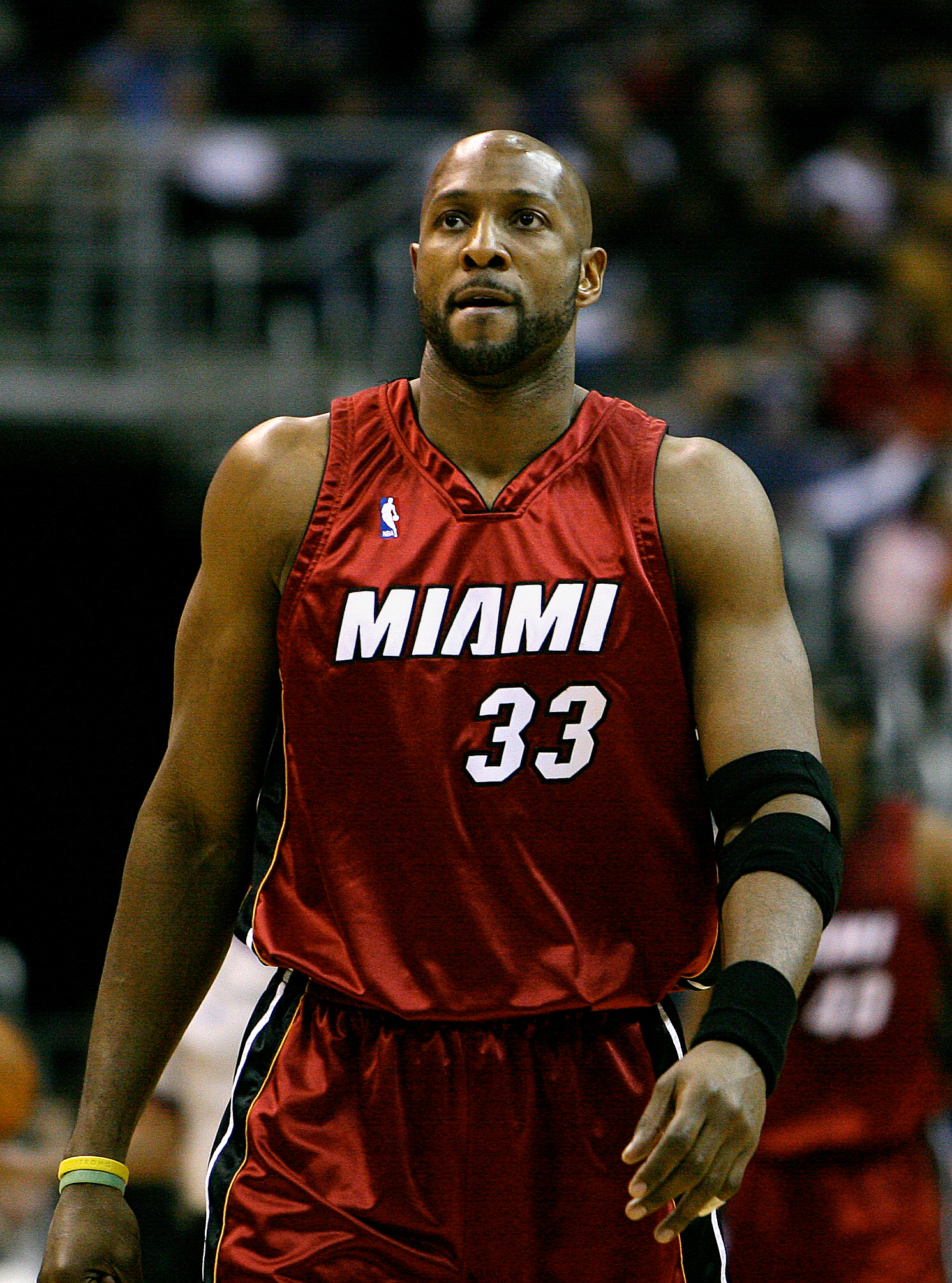
Alonzo Mourning 2007.

Alonzo Harding "Zo" Mourning, Jr., född 8 februari 1970 i Chesapeake i Virginia, är en amerikansk före detta basketspelare. Han spelade under största delen av sin karriär för Miami Heat.

## Lag
- Charlotte Hornets (1992–1995)
- Miami Heat (1995–2002)
- New Jersey Nets (2003–2004)
- Miami Heat (2004–2008)

## Landslagskarriär
1994 ingick han i USA:s Dream Team II när de vann guld vid världsmästerskapet, som spelades i Hamilton och Toronto i Ontario i Kanada.
Alonzo Mourning var med och vann OS-guld i basket 2000 i Sydney. Detta var USA:s tolfte basketguld på herrsidan i olympiska sommarspelen.